# Gérard Tichy
Gérard Tichy (Weißenfels, Alemanya, 11 de març de 1920 - Münster, 11 d'abril de 1992) va ser un actor alemany establert a Espanya.

## Biografia
Era fill d'un metge i va treballar com a artista fins que fou reclutat per primer cop pel Reichsarbeitsdienst. Després es va allistar a la Wehrmacht i va servir com a soldat d'infanteria a França i Polònia abans de ser destinat al front Oriental de la Segona Guerra Mundial. Al final de la guerra era tinent a Alsàcia. Fou internat en un camp de presoners a Bordeus, d'on es va escapar el nadal de 1946. Fou atrapat i internat a Dacs, d'on es va escapar novament i va fugir fins a Hendaia. D'allí travessà la frontera pel riu Bidasoa i fou detingut per la policia espanyola. Tres mesos més tard fou alliberat, es va establir a Sant Sebastià i després a Madrid, on va treballar de cambrer.
Allí va contactar amb el càmera Hans Scheib, qui el va proposar al director Eusebio Fernández Ardavín, qui buscava un actor alemany per la seva pel·lícula Neutralidad (1949). A partir de llavors va treballar en nombroses pel·lícules espanyoles fent papers d'acció, i durant els anys seixanta va participar en coproduccions internacionals rodades a Espanya com El Cid i Rei de reis (1961) i Doctor Zhivago (1965)
Va tornar algunes vegades a Alemanya, on el 1952 va rodar Cuba Cubana amb l'actriu sueca Zarah Leander i la comèdia televisiva televisió Giuditta – Freunde das Leben ist lebenswert , així com algunes obres de teatre al Hamburger Kammerspiele el 1959.

## Filmografia
- 1949: Neutralidad
- 1951: Balarrasa
- 1952: Cuba Cabana
- 1953: El beso de Judas
- 1955: El canto del gallo
- 1957: Y eligió el infierno
- 1958: Das zwölfte Messer (Sèrie Stahlnetz)
- 1961: Rei de reis (King of Kings)
- 1961: El Cid
- 1962: L'últim xantatge (The Happy Thieves)
- 1962: La reina del Chantecler
- 1964: Gli invincibili sette
- 1964: Desafío en Río Bravo
- 1965: 100.000 Dollari per Ringo
- 1965: Doctor Jivago (Doctor Zhivago)
- 1965: The Hell of Manitoba
- 1965: ¡Que viva Carrancho!
- 1965: Estambul 65
- 1965: Train d'enfer
- 1966: Agent X-77 Orders to Kill
- 1966: Cuatro dólares de venganza
- 1966: The Texican
- 1966: Superargo contro Diabolicus
- 1966: El tigre dels mars del Sud (Surcouf, l'eroe dei sette mari)
- 1966: Tormenta sobre el Pacífico
- 1968: El magnifico Tony Carrera
- 1968: Las Vegas, 500 millones
- 1968: Un dollaro per 7 vigliacchi
- 1969: Cantando a la vida
- 1969: Sonora
- 1969: Una hacha para la luna de miel
- 1970: Los compañeros
- 1970: Giuditta – Freunde das Leben ist lebenswert
- 1973: La isla misteriosa y el capitán Nemo
- 1973: La corrupción de Chris Miller
- 1973: La orgía de los muertos
- 1976: Strip-Tease
- 1981: Misterio en la isla de los monstruos'
- 1981: L'ultimo harem
- 1984: Serpiente de mar

## Premis
Medalles del Cercle d'Escriptors Cinematogràfics
| Any  | Categoria              | Pel·lícula         | Resultat  |
| ---- | ---------------------- | ------------------ | --------- |
| 1955 | Millor actor estranger | El canto del gallo | Guanyador |